# Нобелевская премия (фильм, 1963)
«Нобелевская премия» (англ. The Prize) — фильм режиссёра Марка Робсона.

## Сюжет
Нобелевская премия по литературе была присуждена Эндрю Крэйгу (Пол Ньюман), увлечённому больше женщинами и выпивкой, чем писательством. При прибытии в Стокгольм на церемонию вручения он обнаруживает, что ему в сопровождающие назначили очаровательную женщину — Ингер Лизу Андерсон (Эльке Зоммер). Также он знакомится с другим лауреатом — доктором Максом Стратманом (Эдвард Г. Робинсон) сопровождаемый Эмили (Дайан Бейкер), который ведёт себя совершенно различным образом при первой встрече в отеле и при второй на пресс-конференции…

## В ролях
- Пол Ньюман — Эндрю Крейг
- Эльке Зоммер — Ингер Лиза Андерссон
- Дайан Бэйкер — Эмили Стратман
- Вирджиния Кристин — миссис Берг
- Лео Г. Кэрролл — граф Бертиль Якобссон
- Джон Куолен — Оскар

## Награды
- «Золотой глобус» в категории «самый многообещающий новичок» (Элки Соммер)